# Get Down, Make Love
Get Down, Make Love es una canción de Queen, compuesta por Freddie Mercury y aparece en el álbum News of the World de 1977 abriendo el lado dos. Es una de las canciones de contenido sexual más explícito en el catálogo del grupo. Empieza con un Sonido de Bajo de John Deacon y El Piano de Freddie
Fue parte de las giras de la banda desde 1977 hasta noviembre de 1982 siendo más extensas las versiones en vivo que la de estudio, debido a la mayor duración del solo de Brian May que además permitía mostrar todo el potencial de luces y efectos en escena.
La canción fue censurada durante el dictadura militar argentina, aunque eso no impidió que la banda la tocara en su visita a ese país en 1981.
Se puede escuchar Get Down Make Love en los álbumes en vivo Queen: Live Killers (1979, gira europea) y Queen on Fire (2004, con las grabaciones del show de la banda en Milton Keynes, el 5 de julio de 1982). También aparece en los DVD Queen Rock Montreal (2007) (antes denominado We Will Rock You) grabado el 24 de noviembre y 25 de noviembre de 1981 en el Forum de Montreal.